# كأس أوزبكستان 2016
كأس أوزبكستان 2016 هو موسم من كأس أوزبكستان. كان عدد الأندية المشاركة فيه 34، وفاز فيه نادي لوكوموتيف طشقند.